# Port lotniczy Hrabstwo Hancock-Bar Harbor
Port lotniczy Hrabstwo Hancock-Bar Harbor (IATA: BHB, ICAO: KBHB) – port lotniczy położony w Trenton, w stanie Maine, w Stanach Zjednoczonych.